# トリエステ自由地域

トリエステ自由地域
Territorio libero di Trieste (イタリア語)
Svobodno tržaško ozemlje (スロベニア語)
Slobodni teritorij Trsta (クロアチア語)

トリエステ自由地域の地図
  自由港地区  市街地  イタリア  クロアチア  スロベニア

トリエステ自由地域（トリエステじゆうちいき、イタリア語: Territorio libero di Trieste、スロベニア語: Svobodno tržaško ozemlje、クロアチア語: Slobodni teritorij Trsta）は、第二次世界大戦後の1947年、中央ヨーロッパにおける戦略的要衝であったトリエステ地域の帰属問題をとりあえず棚上げするために設置された地域である。イタリアとユーゴスラビアの間に所在し、トリエステ市を含む北部地域（A地区）と、イストリア半島の一部を含む南部地域（B地区）で構成されていた。

## 歴史
1945年5月1日、ユーゴスラビア陸軍第4軍スロベニア第9軍団がトリエステに殺到した。また、イギリス陸軍第8軍第2師団（ニュージーランド軍）も翌日到着し、トリエステ駐留のドイツ陸軍はイギリス陸軍に降伏した。
6月12日、ユーゴスラビア軍はトリエステ市内から撤退し、北部地域はイギリス軍、南部地域はユーゴスラビア軍が占領する暫定的協定が結ばれた。
交渉が続いていたが、1947年1月10日には国際連合安全保障理事会において国際連合安全保障理事会決議16が採択、トリエステ自由地域の設置が承認された。1947年2月10日、連合国とイタリアとの間に平和条約が締結され、トリエステ自由地域が誕生した。しかし、英米軍が統治するA地区（面積222.5km²、人口26万2406人）とユーゴスラビア軍が統治するB地区（面積515.5km²、人口7万1000人）に分割された。トリエステ自由地域の通貨と切手を独自に発行したものの、A・B両地区の分断状況は年々深まるばかりであり、真の「自由地域」とは言えない状況であった。
その間にもイタリア系住民は、B地区からA地区またはイタリア本国に逃亡しつつあった。最終的にB地区に残ったイタリア系住民は1万4000人であった。
1954年、イタリアとユーゴスラビアとの間で協定が結ばれ、A地区の統治をイタリアに、B地区の統治をユーゴスラビアに委ねることになった。そして1975年のオージモ条約で正式に分割が承認された。ユーゴスラビア国内では、旧B地区を更にドラゴニャ川を境として南北に分割し、港湾地域のコペルを含む北部をスロベニア社会主義共和国、南部をクロアチア社会主義共和国に帰属させた。
1991年から1992年にかけてスロベニアとクロアチアが独立し、クロアチア・スロベニア間では新たに入出国管理が行われ、通貨も別々になり地域が更に分断された。
なお両国の独立に際し、ピラン湾ならびにドラゴニャ川最下流域の南側沿いに位置する細長い一帯（クロアチアが実効支配するプロヴァニア村に属する地域で、スロベニアが領有権を主張している）を巡る新たな新たな領有権問題が浮上した。陸地からの距離をもとに領海を設定すると、スロベニア領海が公海に接しなくなるため、スロベニアは回廊海域の設定などを主張している。2011年に両国はハーグの常設仲裁裁判所に仲裁依頼を行ったが、2015年にスロベニアを有利に取り計らう不正が発覚したことからクロアチアが依頼を取り下げた。仲裁作業は判事を入れ替えて続行し、2017年にスロベニアの主張に近い内容の評決がなされたが、クロアチアは先のいきさつから評決の履行を拒否している。
このようにこの地域は最終的に3つの国により分断されたが、これらの国はいずれも2023年までにシェンゲン圏およびユーロ圏となったことで地域の一体性を取り戻しつつある。

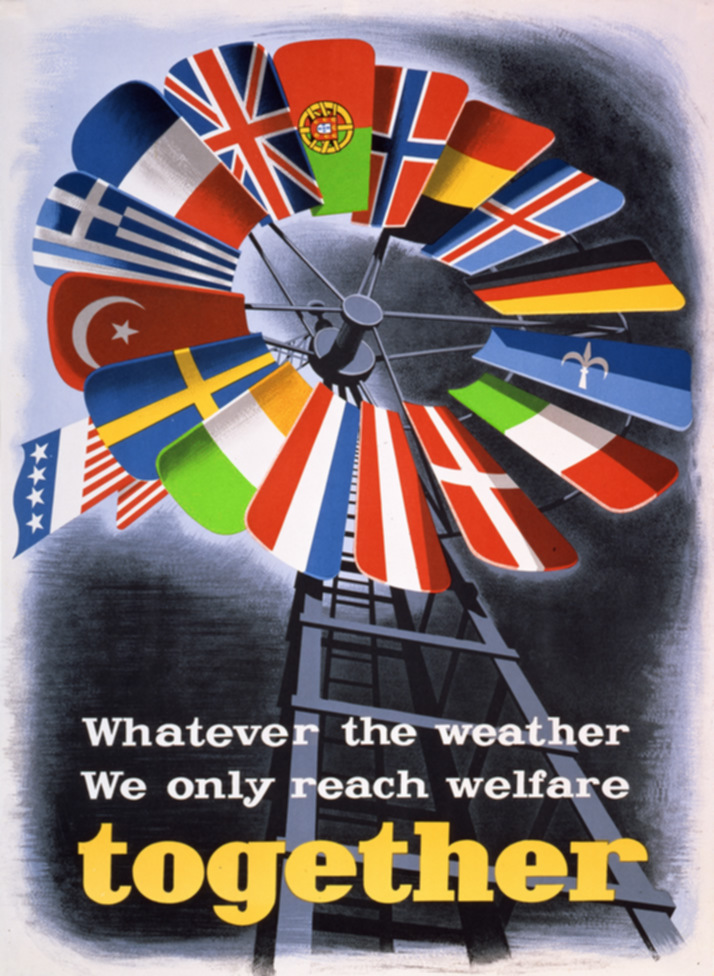
マーシャル・プランの宣伝ポスターの1つ。参加各国の国旗が描かれた風車の中に、トリエステ旗（青地に白のフルール・ド・リス）が見える。
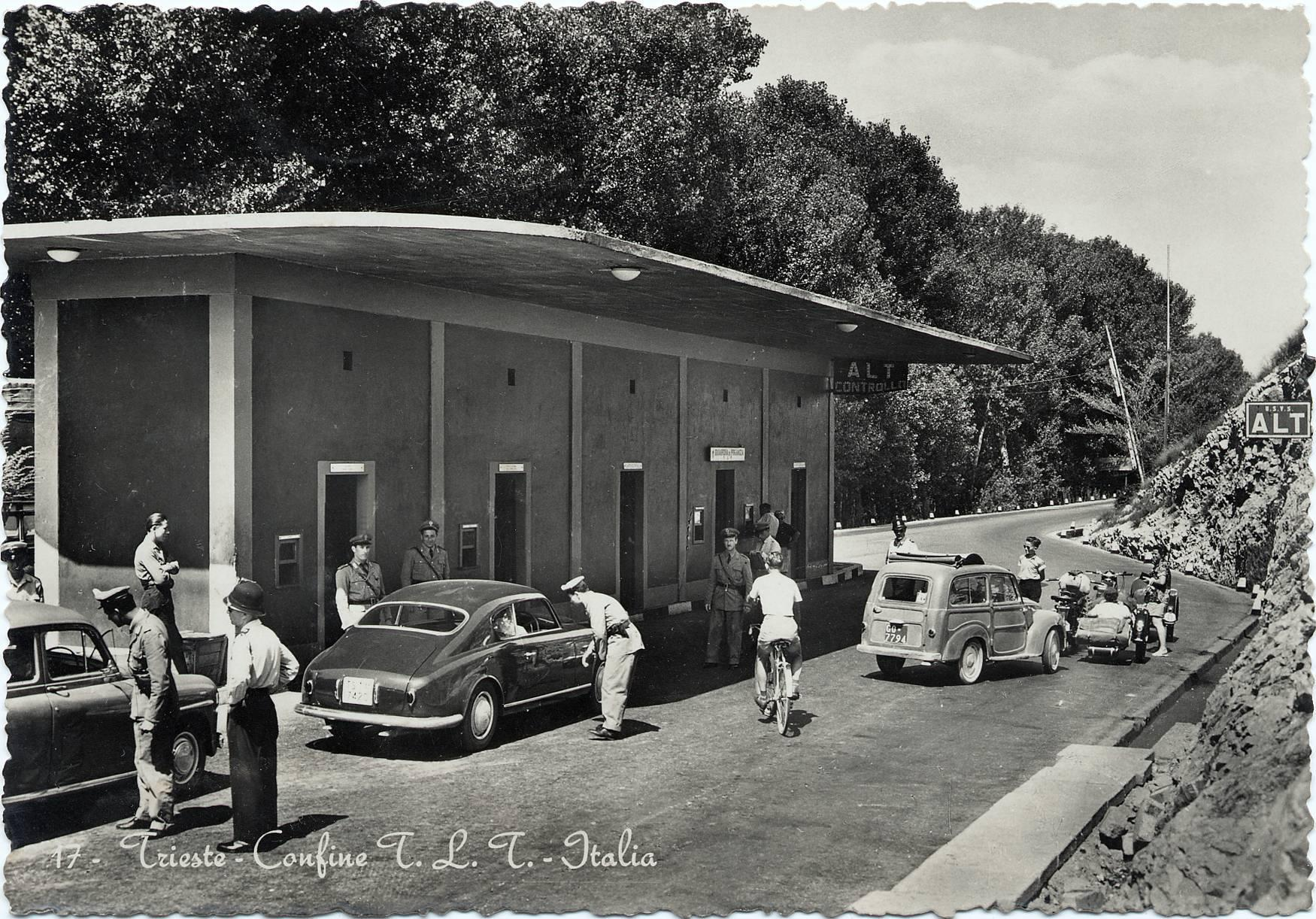
イタリアとの間の検問所
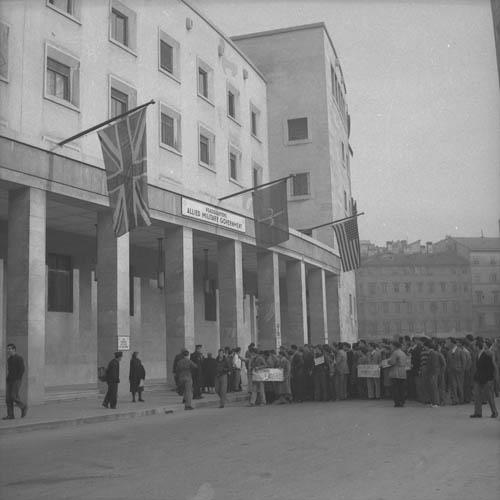
自由地域の旗と米英両国旗の掲げられた学校
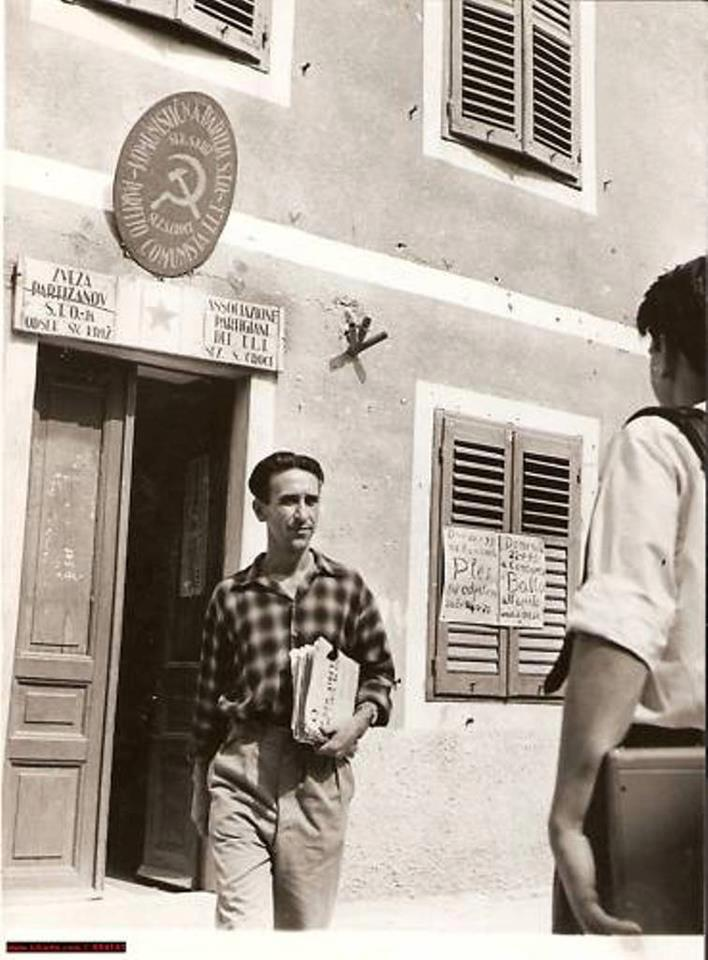
トリエステ自由地域共産党の事務所
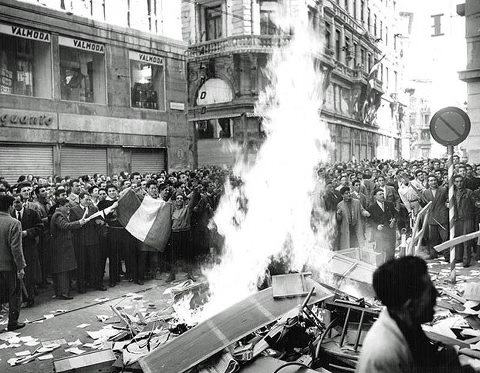
イタリア復帰派と独立派の衝突（1953年）